# Хризантема садовая
Хризанте́ма садовая, или Хризантема шелковицелистная, или Хризантема китайская (лат. Chrysanthemum ×morifolium или Chrysanthemum morifolium; в русскоязычной научной литературе обычно описывается под названием Chrysanthemum ×hortorum) — группа сложных гибридов и сортов рода Хризантема (Chrysanthemum).
Хризантема садовая является популярной осеннецветущей культурой для садово-паркового оформления и использования на срез. Отличается продолжительным, обильным и красочным цветением.
Среди мелкоцветковых хризантем выделяют группу Хризантема корейская (лат. Chrysanthémum ×koreanum), отличающуюся большей устойчивостью к пониженным температурам.

## Название
В синонимику вида, по данным сайта The Plant List, входят следующие названия:
- Anthemis artemisifolia Willd.
- Anthemis grandiflora Ramat.
- Anthemis stipulacea Moench
- Chrysanthemum hortorum
- Chrysanthemum hortorum W.Mill.
- Chrysanthemum maximoviczianum Ling
- Chrysanthemum morifolium var. sinense (Sabine) Makino
- Chrysanthemum procumbens Blume
- Chrysanthemum sabini Lindl.
- Chrysanthemum sinense Sabine ex Sweet
- Chrysanthemum sinense Sabine
- Chrysanthemum stipulaceum (Moench)
- Dendranthema sinensis (Sabine) Des Moul.
- Matricaria morifolia (Ramat.) Ramat.
- Pyrethrum sinense (Sabine) DC.
- Tanacetum sinense (Sabine) Sch.Bip.

## Происхождение
Вид Chrysanthemum morifolium в диком состоянии неизвестен. Описан по садовым экземплярам, происходящим из Китая или Японии. Всё разнообразие сортов этого вида, известное под названием крупноцветковых японских или китайских хризантем, возникло в результате многовековой культуры, сопровождающейся случайной и намеренной селекцией и гибридизацией видов рода Chrysanthemum.
Предполагается, что многочисленные сорта мелкоцветковых хризантем созданы с участием Chrysanthemum indicum.

## Ботаническое описание

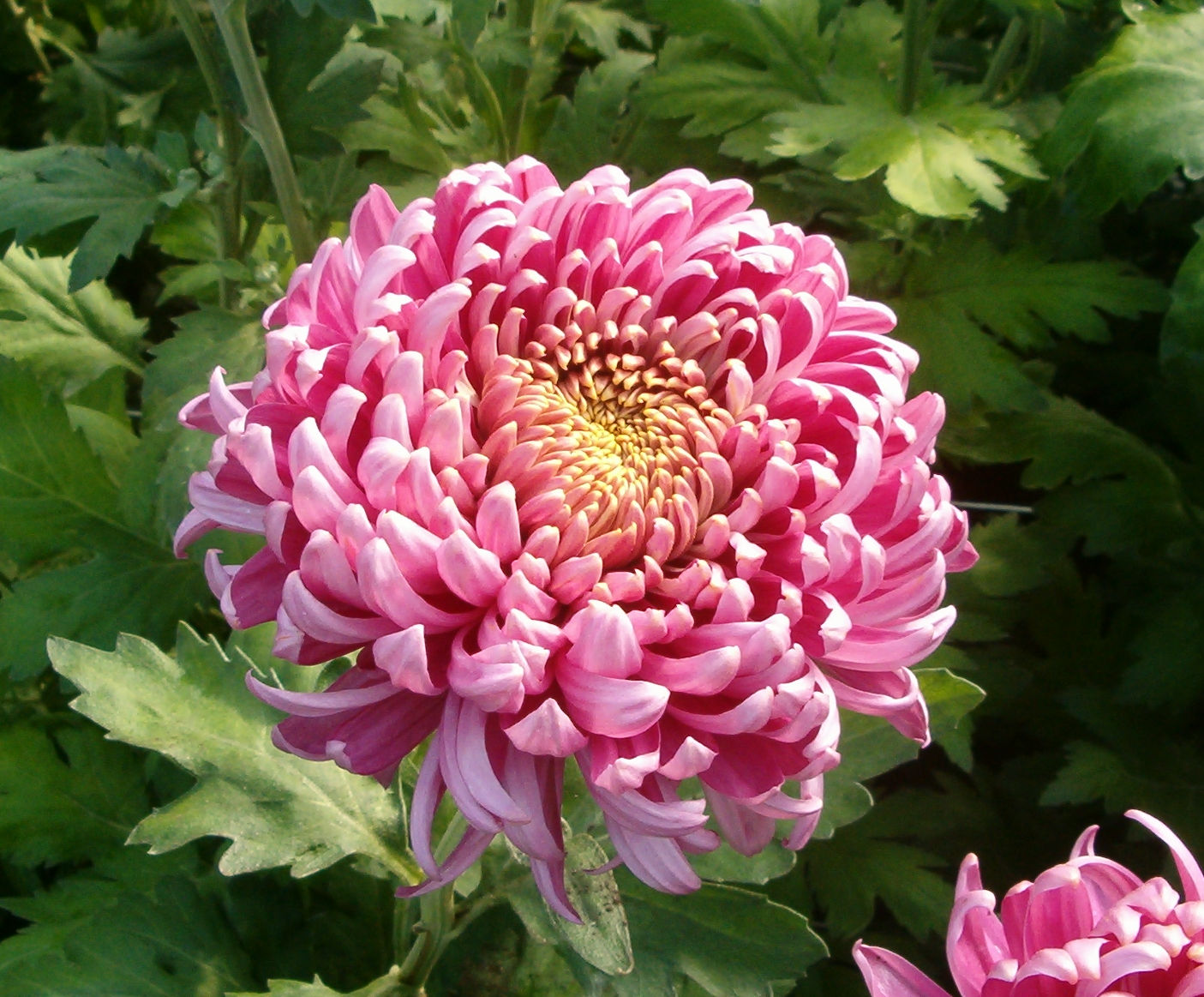
Соцветие корзинка одного из сортов хризантемы садовой

Многолетние растения с утолщённым, более или менее разветвлённым корневищем, дающим столонообразные подземные побеги.
Стебли прямостоячие, 25-120 см высотой, иногда сильно разветвлённые, с тонкими ветвями, обильно облиствённые.
Листья стеблевые, у мелкоцветковых хризантем длиной до 7 см и шириной 4 см и у крупноцветковых до 15 см длиной и 8 см шириной, на коротких или более длинных черешках, сильно варьируют по форме и рассечённости. Верхние стеблевые листья мелкие с короткими черешками, часто почти цельные. На листьях заметны многочисленные точечные желёзки. Верхняя поверхность листьев зелёная, редко и слегка опушённая, иногда почти голая. Нижняя сторона листьев — тускло — или серовато-зелёная от довольно обильного опушения. Листья имеют специфический запах.
Соцветие — корзинка, состоит из множества (до 1000) язычковых и трубчатых цветков. По краям соцветия расположены язычковые однополые женские цветки с редуцированным венчиком из трёх сросшихся лепестков. Срединные цветки трубчатые, обоеполые со сростнолепестным пятичленным венчиком, пятью тычинками, пыльники которых срастаются в трубочку. Соцветия немахровых (простых) и полумахровых хризантем состоят в основном из трубчатых обоеполых цветков, окружённых одним или несколькими рядами язычковых пестичных цветков. У махровых хризантем почти все цветки язычковые. Махровость соцветий достигается за счёт превращения внутренних трубчатых цветков в язычковые. Форма, величина и окраска их могут быть весьма разнообразны.
Соцветия различаются по величине, строению и форме. У мелкоцветковых хризантем корзинки от 2 до 9 см в диаметре, довольно многочисленные, собранные в рыхлый. У крупноцветковых хризантем корзинки 10—25 см в диаметре, одиночные или в количестве 2—10, по одной на верхушках облиственных ветвей стебля, на ножках до 15 см длины.
В соцветиях крупноцветковых сортов хризантем образуется очень мало семян или их совсем не бывает. Семена завязываются главным образом в трубчатых цветках. Однако в соцветиях некоторых сортов трубчатые цветки или совсем не формируются или их формируется всего несколько штук. Особенно мало трубчатых цветков в густомахровых соцветиях.
Под махровостью принято понимать соотношение между количеством язычковых и трубчатых цветков в корзинке, ту или иную выраженность диска. У махровых соцветий развиваются, главным образом, язычковые цветки и малое число трубчатых; полумахровыми считают соцветия с не менее чем пятью краевыми рядами язычковых цветков и небольшим диском с трубчатыми цветками; немахровые, или простые, соцветия состоят из крупного диска и одного-трёх рядов краевых язычковых цветков. Отсутствует ботанический термин, определяющий нерасцветшее соцветие сложноцветных, поэтому обычно применяется термин «бутон», относящийся к нераскрытому соцветию, а не цветку.

## История

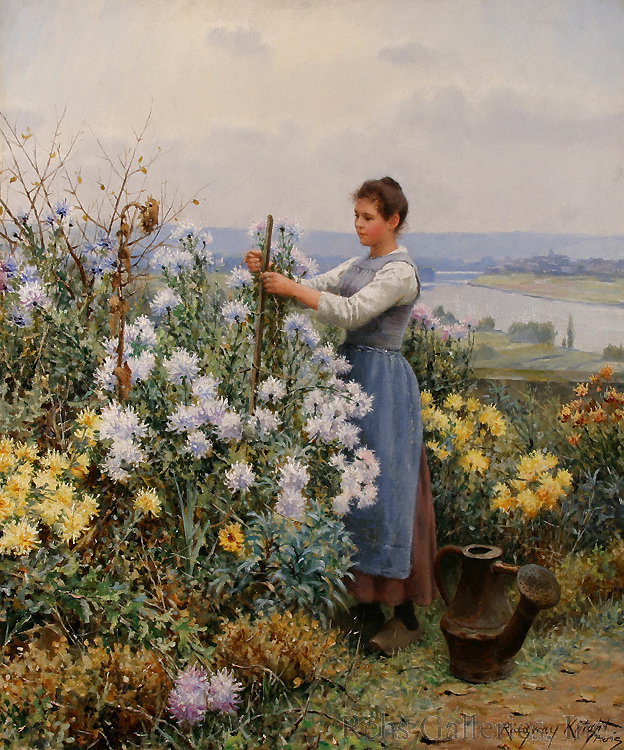
Картина Дэниела Найта, 1898 г.

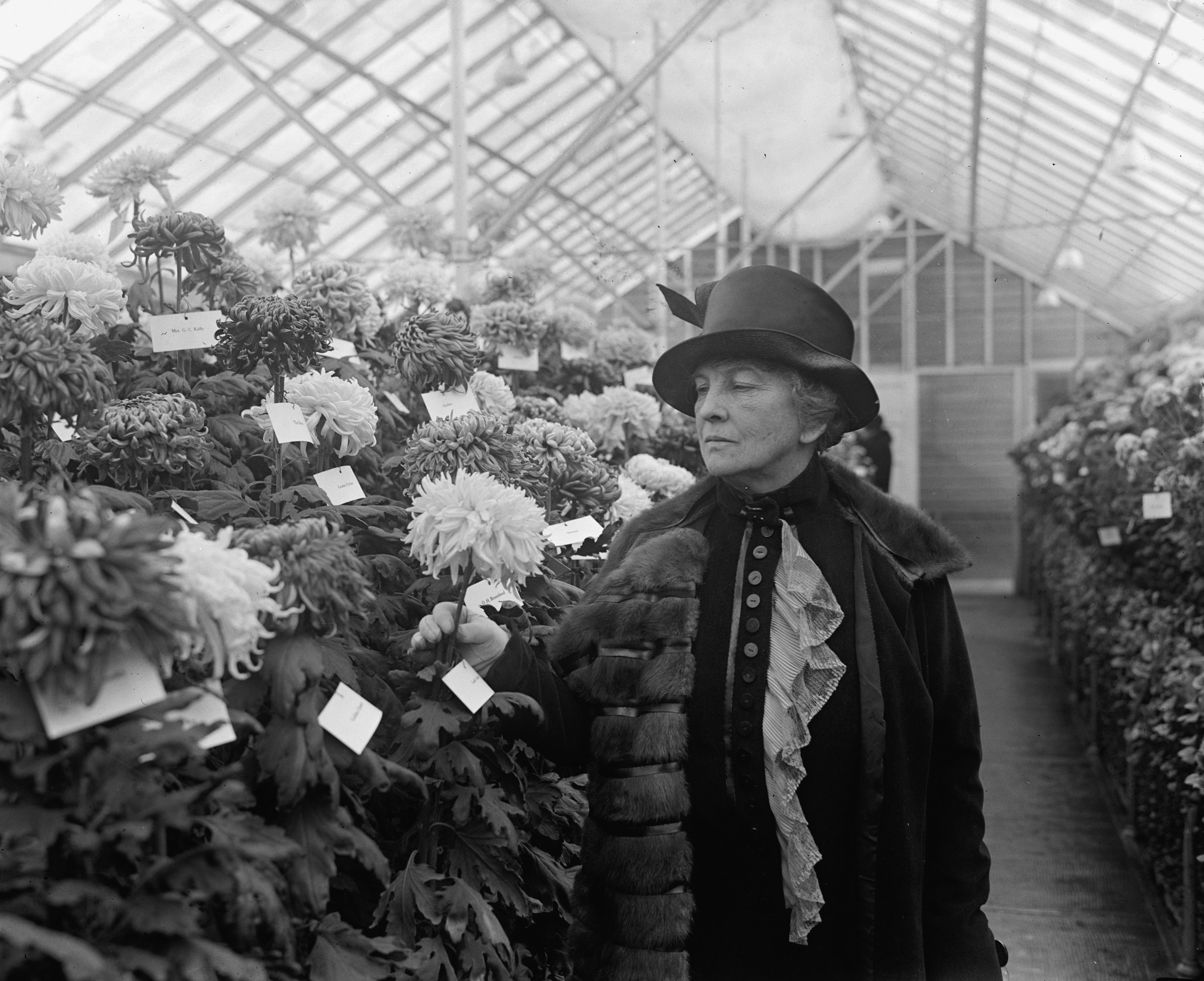
Выставка хризантем, 5 ноября 1925 г.

Первое письменное упоминание о хризантемах как садовом декоративном растении помещено в произведении «Лики» (Весна и осень) легендарного древнекитайского философа Конфуция, жившего в 551—479 годах до нашей эры. В те времена были известны лишь мелкоцветковые жёлтые хризантемы, близкие к дикорастущим видам. В дальнейшем китайские садоводы выводили новые сорта, поражавшие современников своим разнообразием. В древних китайских рукописях сохранилось имя садовода Таи Линвона (IV век до н. э.), разводившего хризантемы.
В истории садовых хризантем различают два периода: древний, когда это растение было известно только в странах Востока, главным образом в Китае и Японии, и новый — период интродукции хризантем в страны Европы, а затем и Америки.
Культивирование хризантем, зародившееся в Китае, преследовало не только декоративные цели, но также лекарственные и пищевые.
Позже хризантемы стали популярны в Японии, где они культивируются с IV столетия нашей эры. С 797 года хризантема изображается на национальном гербе Японии, монетах и на высшем государственном ордене (Орден Хризантемы). В 900-х годах впервые прошла выставка хризантем, положившая начало ежегодному традиционному празднику «День хризантемы», который отмечается и в наше время.
Первые культурные сорта хризантем были завезены в Голландию в 1689 году торговцем Брейниусом, однако растения вскоре погибли. Началом интродукции хризантем в Европу считают 1789 год, когда марсельский купец Бланка вновь завёз из Китая во Францию три вида хризантем. Английский путешественник Роберт Ворчун в 1846 и 1861 годах доставил в Англию из Китая и Японии много разновидностей хризантем, что послужило новым толчком к их распространению. В 1865 году была выпущена первая книга о хризантемах Джона Солитера, разработавшего на юге Франции приёмы их выращивания и методы селекции. Позже разведением хризантем начинают заниматься широкие круги садоводов Франции и Англии, создаются национальные общества, популяризирующие разведение хризантем и их селекцию. Многие сорта, полученные селекционерами второй половины XIX века культивируются и сегодня.
Первая публикация о хризантемах в России встречается в журнале «Садоводство» в 1844 году. В 1858 году была опубликована заметка о выращивании и размножении хризантем. В 1910—1912 годах в России насчитывалось около 140 сортов хризантем.
В Советском Союзе основную работу по интродуцированию сортов хризантем проводил Главный Ботанический сад АН СССР. Изучению этой культуры, приёмам выращивания, размножения и выведения новых сортов посвящены работы Всесоюзного института растениеводства, Академии коммунального хозяйства им. Панфилова и ботанических садов, особенно южных географических зон.

## Классификация

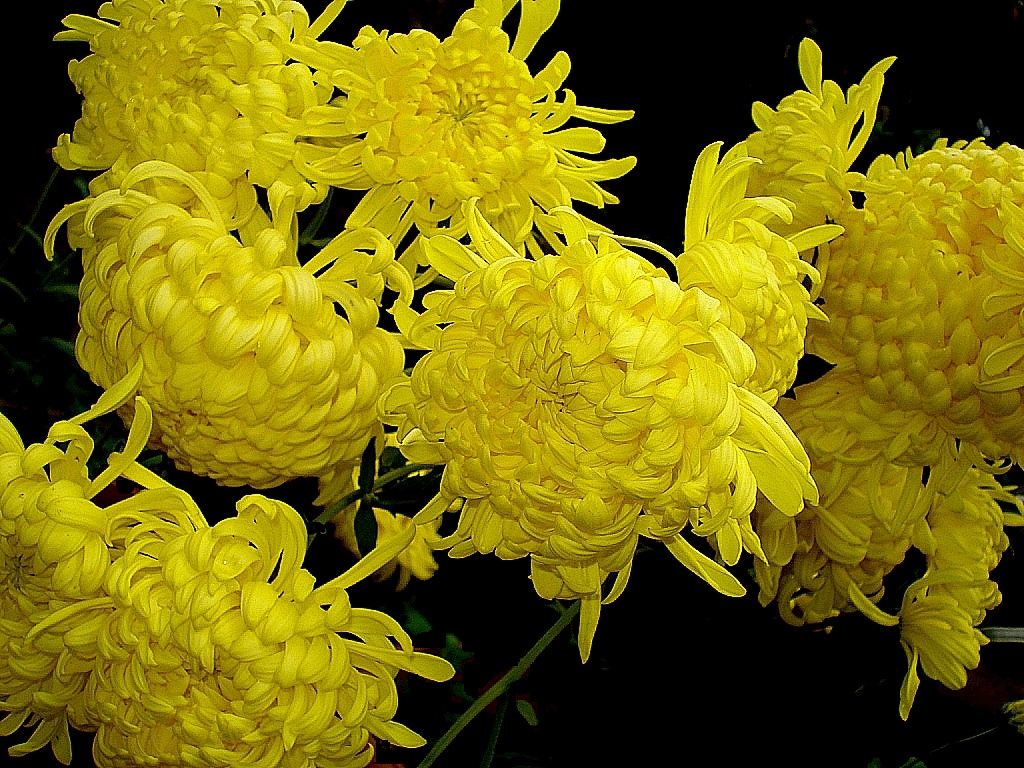

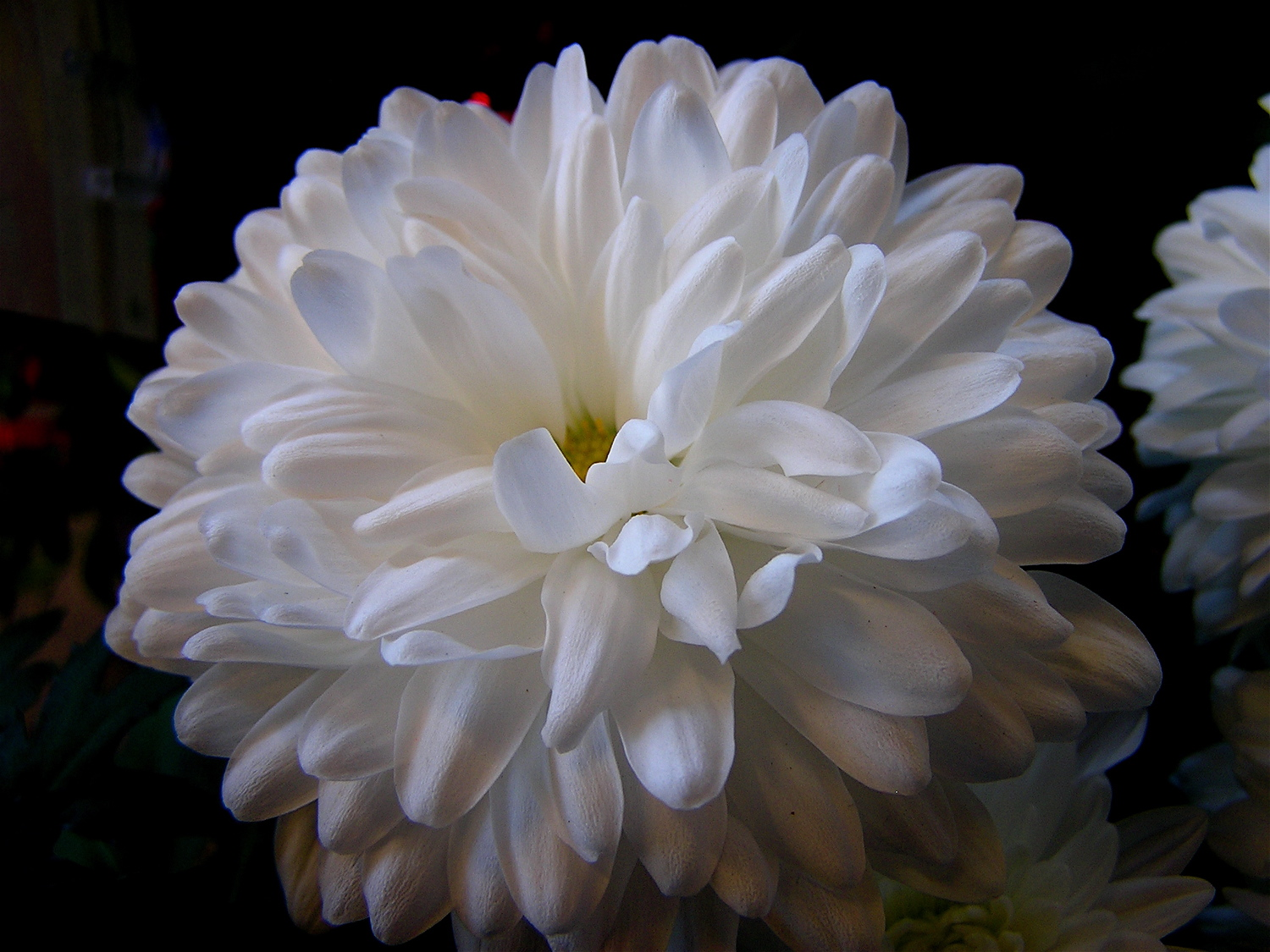

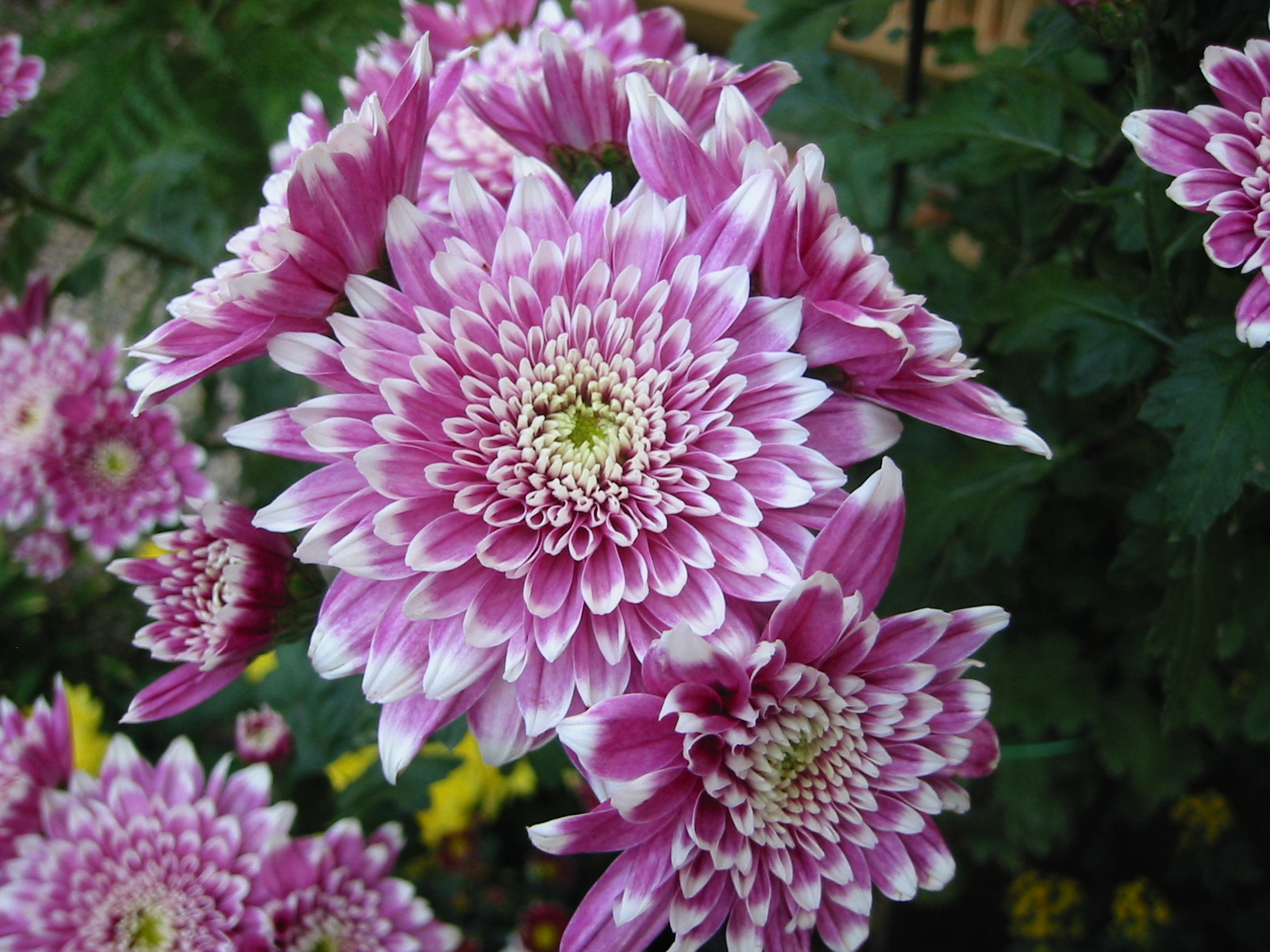

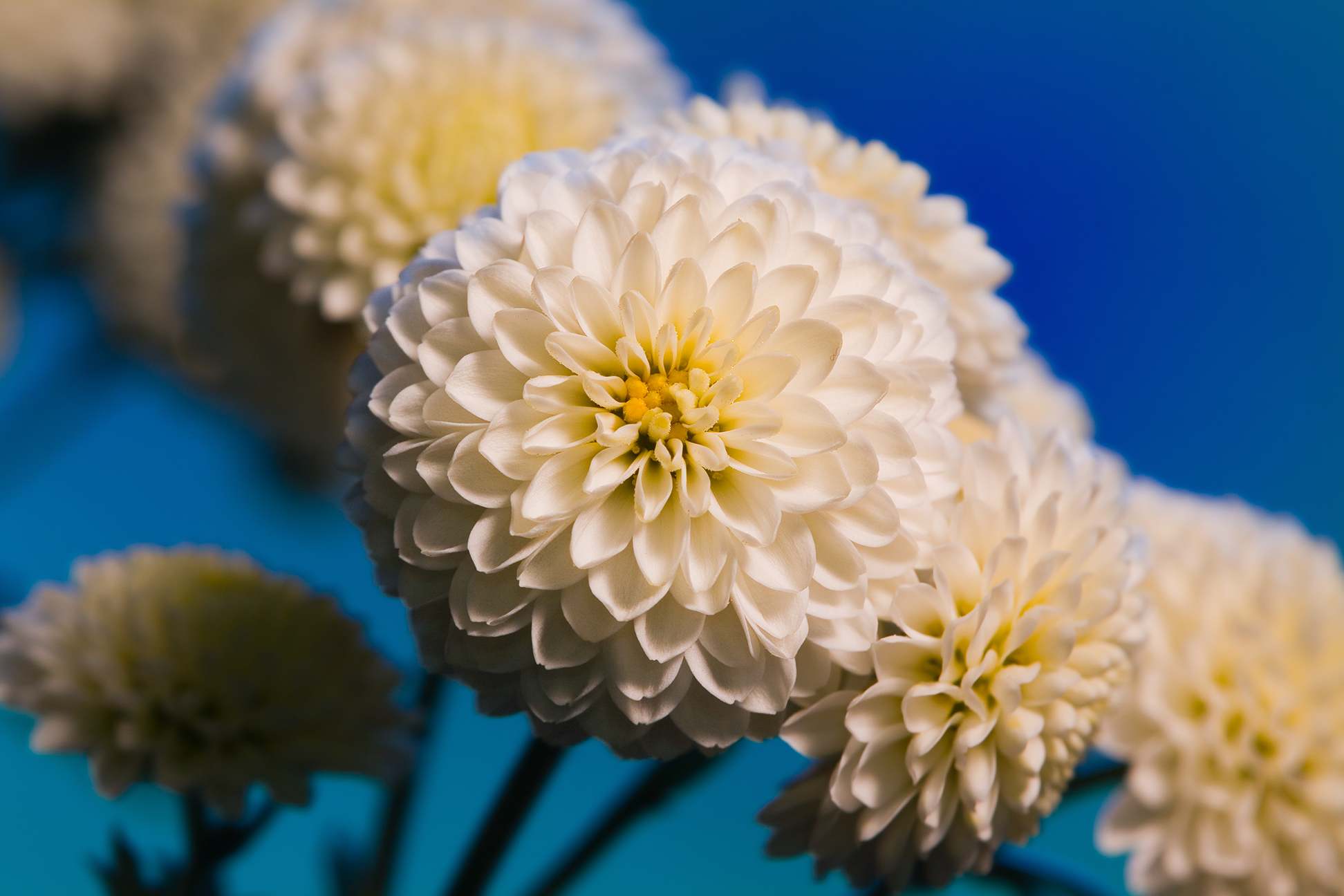

Первая попытка классифицировать сорта хризантем была сделана в Китае в 1104 г. В книге «Цзюйцу» (Перечень наименований хризантем), вышедшей в 1104 г., описано 36 сортов, некоторые из них, например 'Фотоуцзюй' культивируется до сих пор.
В настоящее время в Юго-Восточной Азии используется несколько классификаций охватывающих китайские и японские сорта. В Китае в основу систематизации сортов положены такие признаки, как форма и размер соцветий, форма венчика язычковых цветков.
В настоящее время в Китае культивируется около 3000 сортов этой культуры.
По классификации Chang Shu-lin хризантемы делятся на группы на основании четырёх основных признаков: размера соцветий, формы язычковых цветков, формы соцветий, окраски соцветий. По первому признаку все сорта хризантем делятся на крупноцветковые и мелкоцветковые. Автор указывает, что различия между этими двумя типами основываются не только на размерах соцветий, но и на различной морфологии вегетативных органов, числе хромосом, характере цветения, способах культивирования и многом другом. По второму признаку — форме язычковых и трубчатых цветков в соцветии — различается четыре основных типа: плоский, ложковидный, трубчатый и анемоновидный и различает сорта по числу язычковых цветков в корзинке, соотношению длины и ширины цветка и ряду других особенностей язычковых цветков. Третий признак основывается на форме соцветий, причём различается 25 классов: 8 — у мелкоцветковых и 17 — у крупноцветковых. По четвёртому признаку автор выделяет семь основных окрасок — белый, жёлтый, кремовый, фиолетовый, красный, бронзовый, зелёный. Так как соцветие часто бывает двухцветным, то учитывается окраска внутренней и наружной поверхности лепестков.
По классификации 1000 наиболее распространённых китайских сортов хризантем Ван Мао-шена (1959) различают девять типов соцветий: 

1. простые и полумахровые; с очень широкими венчиками, концы которых слегка изогнуты; 
 2. махровые; венчики их правильно расположены, внешние длиннее и шире, чем внутренние, середина соцветия прикрыта мелкими венчиками; 
 3. шаровидные или полушаровидные; плотное с правильно уложенными венчиками соцветие имеет форму шара, середина прикрыта или состоит из мелких цветков, венчики изогнуты в форме ладьи, некоторые имеют вид больших трубок, очень распространённый тип; 
 4. перьевидные; концы венчиков имеют форму раковин, клювов, острия, языков ит. д., наружные венчики длинные, слегка поникающие, короткие внутренние имеют маленькие «раковины» или «клювы» и так плотно собраны, что середина не обнаруживается; хризантемы этого типа подразделяются на три подтипа, соответственно ширине наружных венчиков — толстые, средние и тонкие;
 5. лучистые; венчики такие же, как и у перьевидных, но отходят от центра радиально и примерно одинаковой длины; некоторые сорта этого типа имеют в одном соцветии более 1000 венчиков. 
6. «хватающие»; в соцветиях большинство венчиков имеют форму толстых трубок, некоторые узкие и плоские, концы причудливо изогнуты, внешние венчики поникающие;
 7. «Когти дракона»; венчики толстые перьевидные, конец каждого разделяется на пять-шесть частей; 
8. волосистые; нижняя сторона венчика на конце с редким волосистым опушением; 9. османтоцветные; середина соцветия открыта и окрашена, кончики венчиков расщепляются, как у цветов османтуса.
В японской классификации императорского парка «Синдзюку» хризантемы подразделяют на культурные и дикорастущие. Культурные делятся на пищевые, которые используют для салатов, и декоративные. Декоративные в свою очередь разделяются по признаку времени цветения на группы зимние, осенние и летние. Наиболее многочисленна группа осеннего цветения. Её в зависимости от размера соцветия делят на мелкоцветковые, средние и крупноцветковые.
В научных организациях Западной Европы, США и СССР, занимающихся сортоизучением хризантем в конце XX века получила распространение классификация Скотта (Scott, 1951), в основу которой положены как главные (форма соцветия, размер и форма слагающих цветков), так и второстепенные (величина соцветий и форма диска) признаки. Система состоит из 15 классов, собранных в четыре секции и два раздела.
В СССР над классификацией основанной на морфолого-систематическом принципе работала ботаник В. С. Яброва-Колаковская в Сухумском ботаническом саду. Её успешно применяли во время научно-исследовательских работ по интродукции и селекции.
В то же время часто использовалась классификация разработанная Институтом садоводства ГДР. Все сорта хризантем по этой классификации распределяются на 10 классов: 

1. Простые, немахровые. Соцветие с одним-двумя рядами язычковых цветков.

2. Полумахровые. Соцветие с тремя-пятью рядами язычковых цветков, диск хорошо заметен.

3. Анемоновидные. Соцветие состоит из одного-трёх рядов более или менее длинных язычковых цветков по краям соцветия и крупных, часто иначе окрашенных трубчатых, расположенных в центре выпуклого диска.

4. Махровые соцветия с отогнутыми, свисающими краевыми язычковыми цветками, тип «рекурве».

5. Плоские. Соцветие махровое, все язычковые цветки расположены симметрично в одной плоскости.

6. Полушаровидные. Соцветие махровое, язычковые цветки расположены плотно и загнуты к центру, тип «инку рве».

7. Шаровидные. Соцветие махровое, язычковые цветки длиннее, чем у предыдущих, загнуты кверху, создавая форму шара, тип «инкурве».

8. Кудрявые. Соцветие шаровидное, наружные языковые цветки свисают вниз и в сторону, внутренние загнуты к центру.

9. Лучевидные. Язычковые цветки скручены в трубку и направлены в стороны от центра.

10. Помпонные. Язычковые цветки довольно широкие и короткие, почти одинаковой длины, расположены плотно, направлены в стороны и вверх.

11. Пауковидные. Трубчатые цветки изогнуты в разные стороны.

Эта классификация хорошо подходит для систематизации сортов европейской селекции и не включает сорта японского и китайского типов, которые могут составить дополнительные классы.

## Селекция

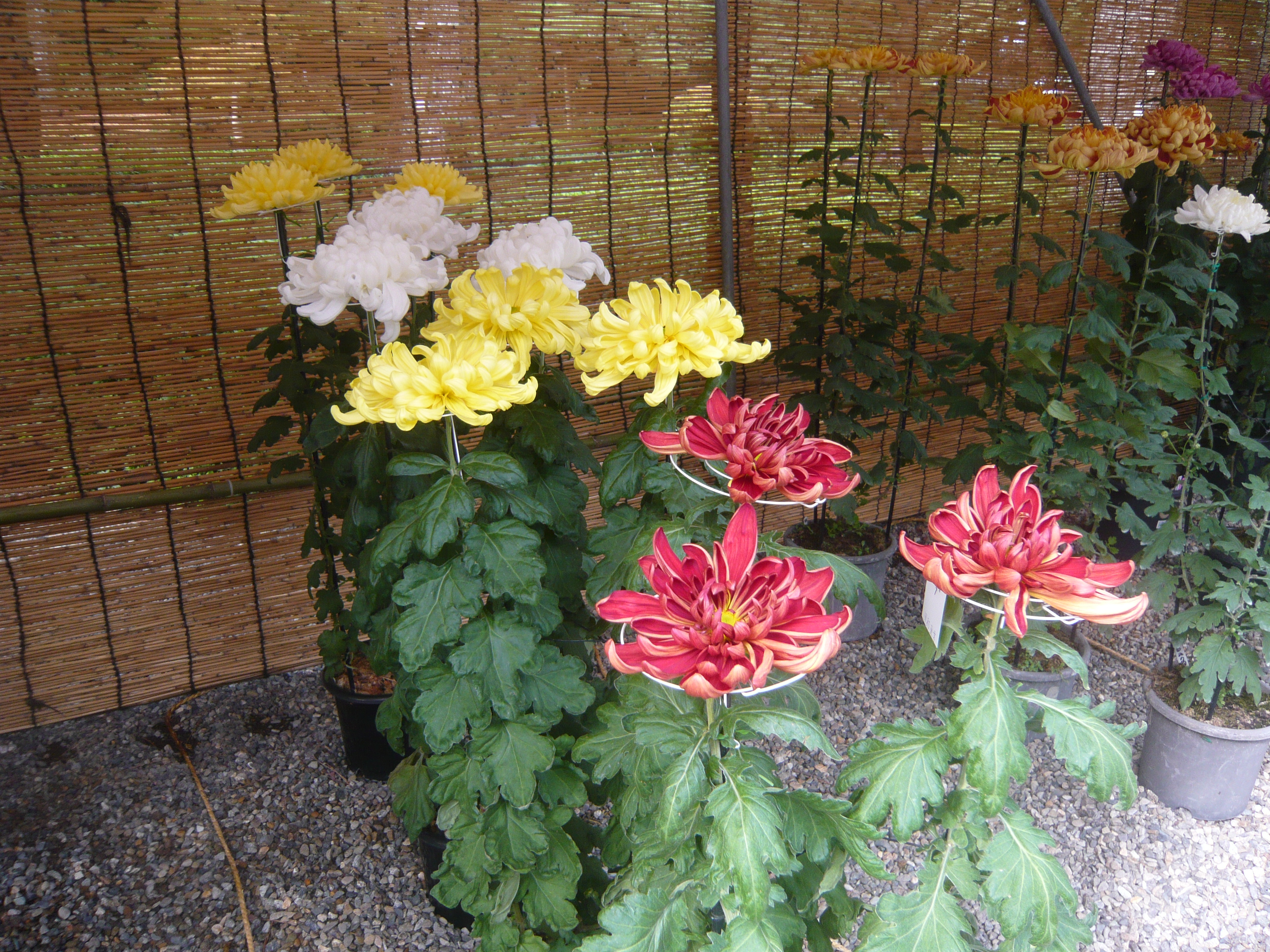
Фестиваль хризантем в Японии

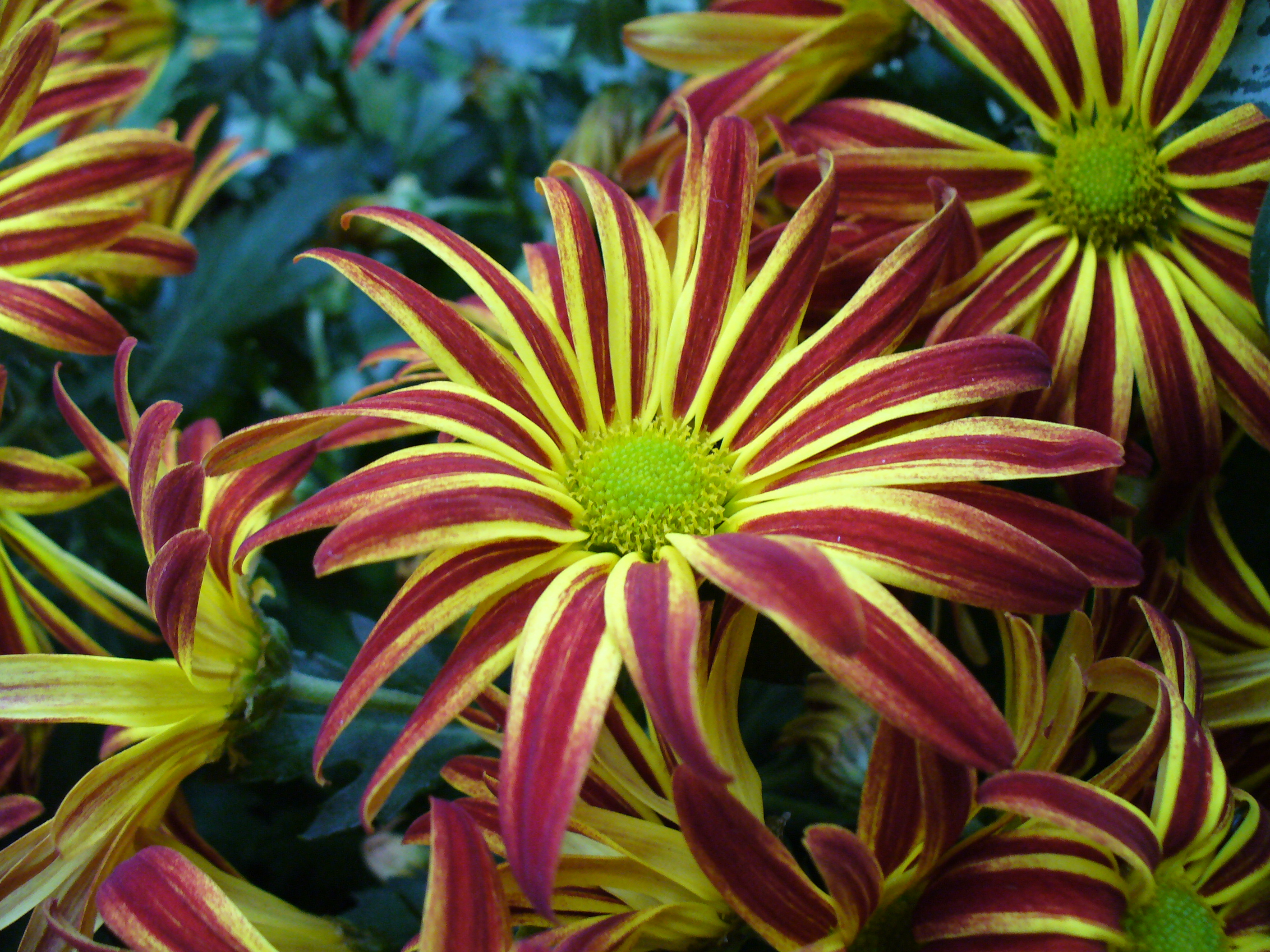

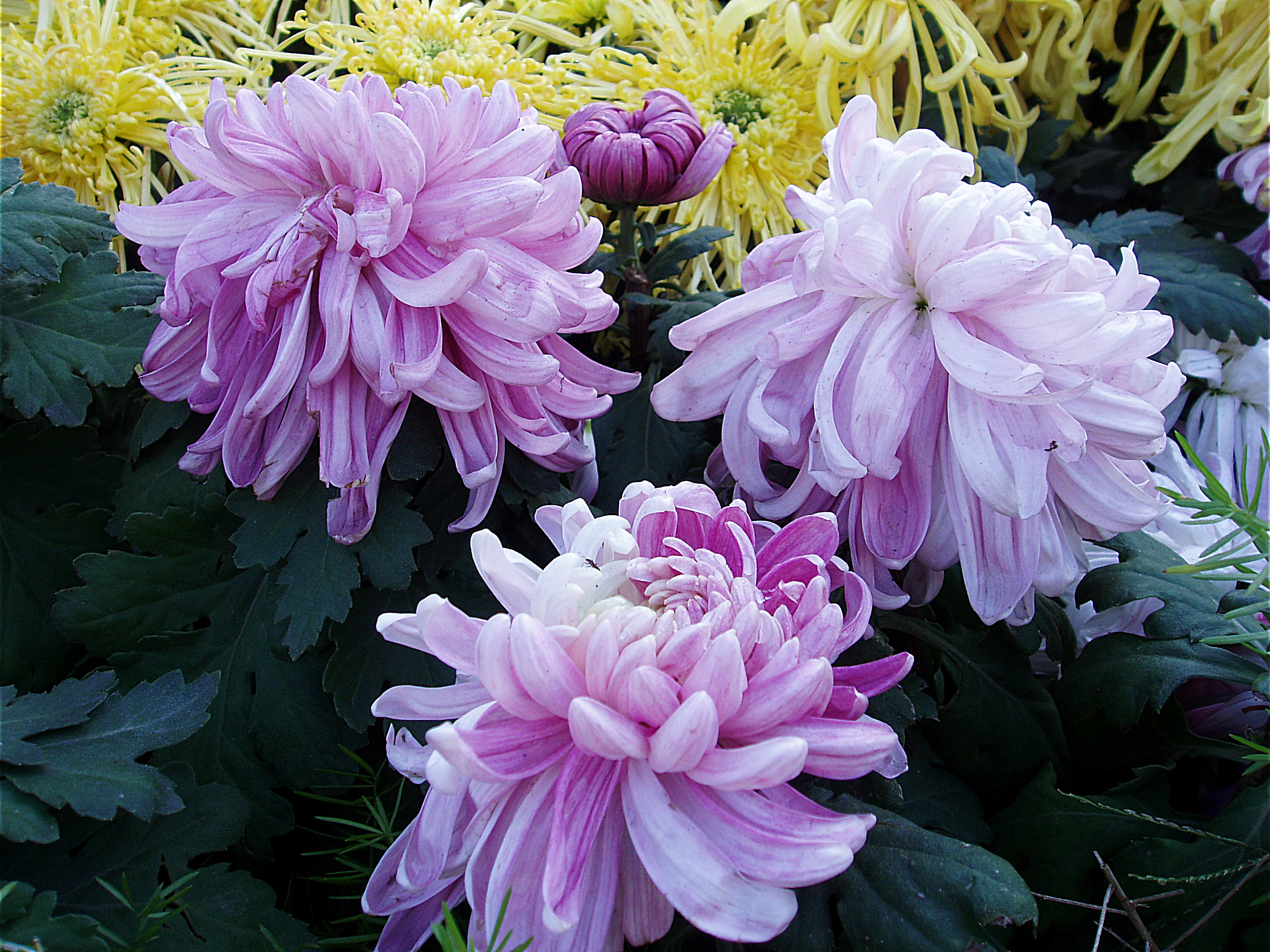

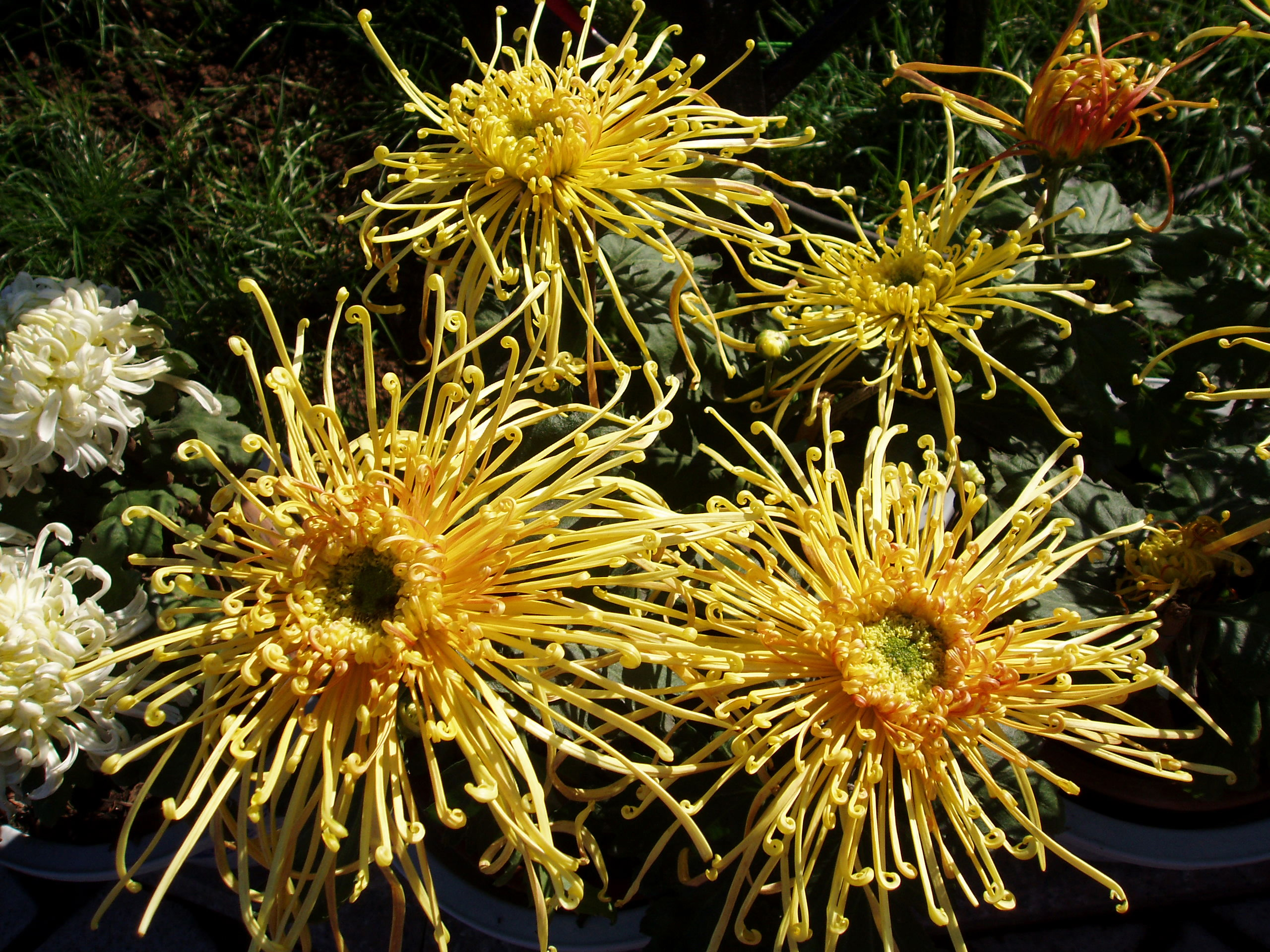

Селекцией садовой хризантемы начали заниматься в древнем Китае. В прошлом столетии селекцией хризантем занимались в основном на юге Франции, юге Англии, в Калифорнии (США), в Японии, где климатические условия благоприятствуют созреванию семян у хризантем. Большинство существующих ныне сортов выведены селекционерами этих стран. Современные методы селекции хризантем позволяют проводить её и в более северных районах.
На территории бывшего СССР работы по селекции и интродукции хризантемы садовой ведутся в ННЦ Украины (Ялта), Донецком ботаническом саду НАН Украины, Ботаническом саду Латвийской АН (Саласпилс), Ботаническом саду АН Молдавии (Кишинёв), НБС НАН Украины (Киев), Ботаническом саду ХНУ им. В. Н. Каразина (Харьков), Криворожском ботаническом саду НАН Украины (Кривой Рог). В России интродукцией и селекцией хризантем занимаются в Ботаническом саду-институте ДВО РАН (Недолужко А. И.), Главном ботаническом саду им. Н. В. Цицина (Москва), РГАУ им. К. А. Тимирязева (Москва), в Центральном сибирском ботаническом саду СО РАН (Новосибирск).
В результате многовековой работы селекционеров разных стран в настоящее время имеется огромное число сортов хризантем, отличающихся формой соцветий, их окраской и размером, высотой куста, сроками цветения. В направлениях селекционной работы специалистов разных стран имеется своя специфика. В Америке очень популярны сорта с анемоновидными соцветиями, в Германии и Англии — с шаровидными и полушаровидными, а в Японии и Китае — с пауковидными или лучевидными соцветиями. Во Франции много хризантем выращивается в горшках, а в Англии и Америке большинство цветочной продукции хризантем едет на срез.
Хризантемы — типичные перекрестноопыляемые растения, у которых семена формируются из зигот, возникающих только после перекрестного оплодотворения. Самооплодотворение исключается системой генов спорофитной самонесовместимости.
При межвидовых скрещиваниях отрицательные результаты отмечаются при экспериментальной гибридизации диплоидных видов. Что свидетельствует о генетических различиях между их геномами. Возможно, исходный (n=9) геном дифференцировался в процессе эволюции на различные геномы без изменения числа хромосом на основе хромосомных аберраций. Возможность скрещивания гексаплоидных и тетраплоидных видов хризантем, высокая жизнеспособность гибридных семян и фертильное потомство указывают на большое сходство составляющих их наследственную основу геномов. При равноплоидных скрещиваниях межвидовых гибридов наблюдается промежуточный характер наследования, либо уклонение к материнскому типу. Среди межвидовых гибридов имеется широкий выбор устойчивых биотипов к основным фитопатогенам, сочетающих разную генетическую основу. Наследование признака зимостойкости имеет полигенный характер.
При многокомпонентных межвидовых скрещиваниях полученные гибриды являются новыми аллополиплоидными формами с частично гомологичными или гомеологичными геномами. Возможно, что в процессе эволюции именно этим путём возникали полиплоидные виды хризантем.
Вследствие гибридного происхождения и высокого уровня плоидности садовых хризантем (2n=54) при межсортовой гибридизации возникают многочисленные рекомбинации генов, которые обеспечивают получение богатого гибридного материала для отбора на уровне адаптивности родительских форм. Межсортовое гибридное потомство характеризуется промежуточным наследованием признаков окраски и формы соцветий, высоты растений и срока цветения.
При сортовидовых скрещиваниях образование семян и выживаемость сеянцев зависят от особенностей участвующих в гибридизации генотипов. Потомство F1 отличается от исходных родительских форм гибридной мощностью, фенотипической мономорфностью в пределах семьи независимо от комбинации скрещивания. По типу онтогенеза преобладают признаки дикого вида.
При возвратных скрещиваниях у гибридов F2B1 онтогенетическое развитие идёт по типу культурного родителя и образуется широкий вариационный ряд отличающийся началом сроков цветения. По выявленным особенностям расщепления предполагается полигенность данного признака, что обеспечивает широкие возможности для отбора и сохранения нужного свойства в гибридах. Сочетание сортовидовой гибридизации и однократного инбридинга позволяет не только выявить ценные эволюционно древние гены, но и сохранить их в селекционном материале.
Вовлечение в гибридизацию комплекса сортовидовых гибридов с разным числом и составом геномов даёт возможность получения сложного гибридного потомства.
Для создания адаптивных сортов хризантемы садовой в схему селекционного процесса включают дикорастущие виды обладающие комплексом адаптивных признаков и передающих их в большинстве комбинаций скрещиваний первому поколению гибридов. В результате создаётся сорт достаточно адаптированный к почвенно-климатическим условиям района произрастания использованного дикого вида.
Многие сорта хризантем произошли в результате мутаций. Считается, что мутации могут возникнуть при воздействии на хризантемы неспецифичными условиями: низкими и высокими температурами, задымлением, нарушением питания. Довольно часто культурные сорта хризантем возникают как переклинальные химеры. Целый ряд сортов хризантем встречается в трех-четырёх окрасках: 'Уильям Тернер' — белая, жёлтая, сиреневая; 'Элеганс' — белая, жёлтая, розовая, красная, лиловая; 'Принцесс Анн' — белая, жёлтая, кремовая, абрикосовая и т. п. Известно, что если имеется спорт от какого-то сорта по окраске соцветий, то можно получить от него и другие изменения — высоты куста размера соцветий, формы листьев и другие.

## В культуре

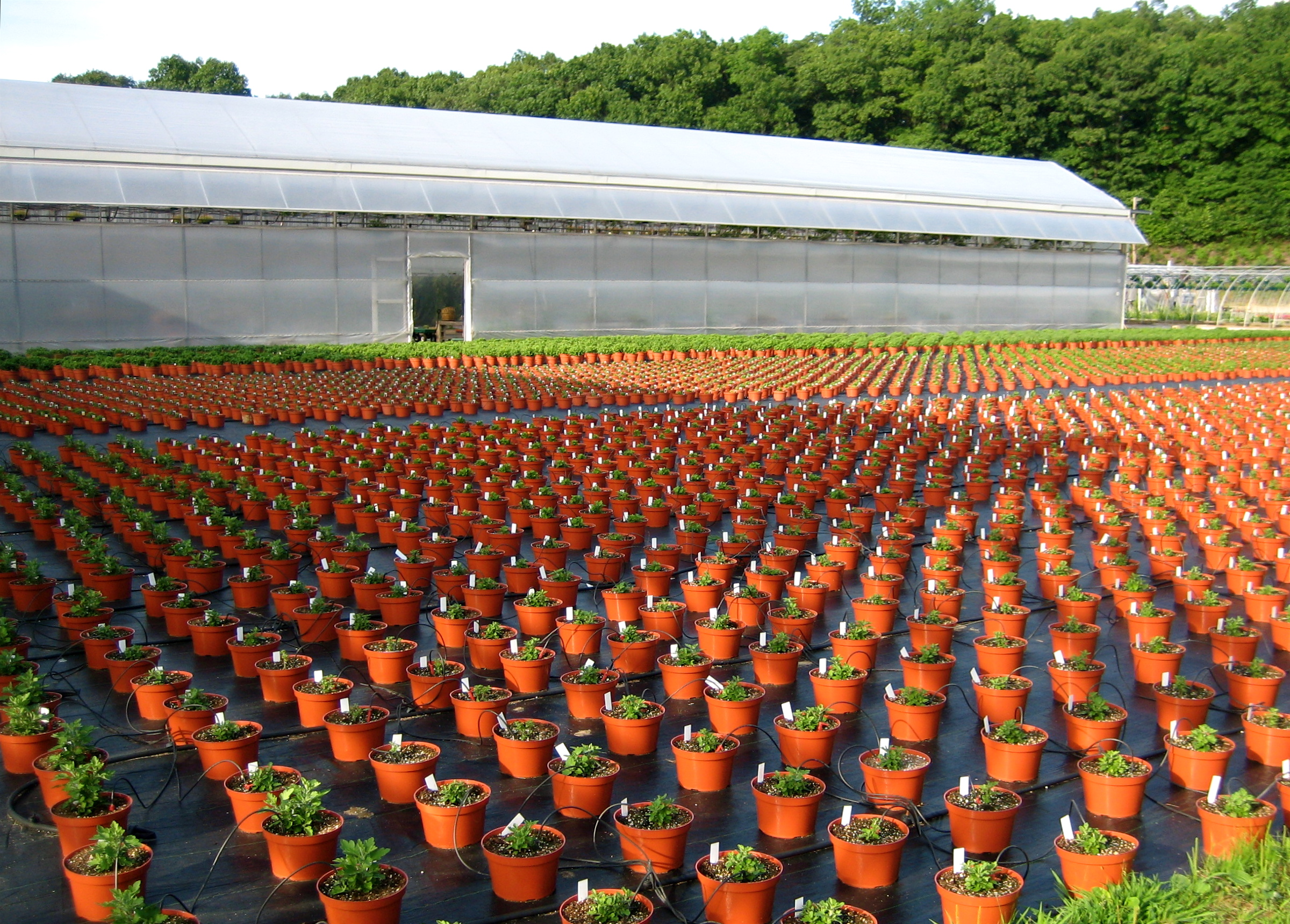
Питомник специализирующийся на хризантемах

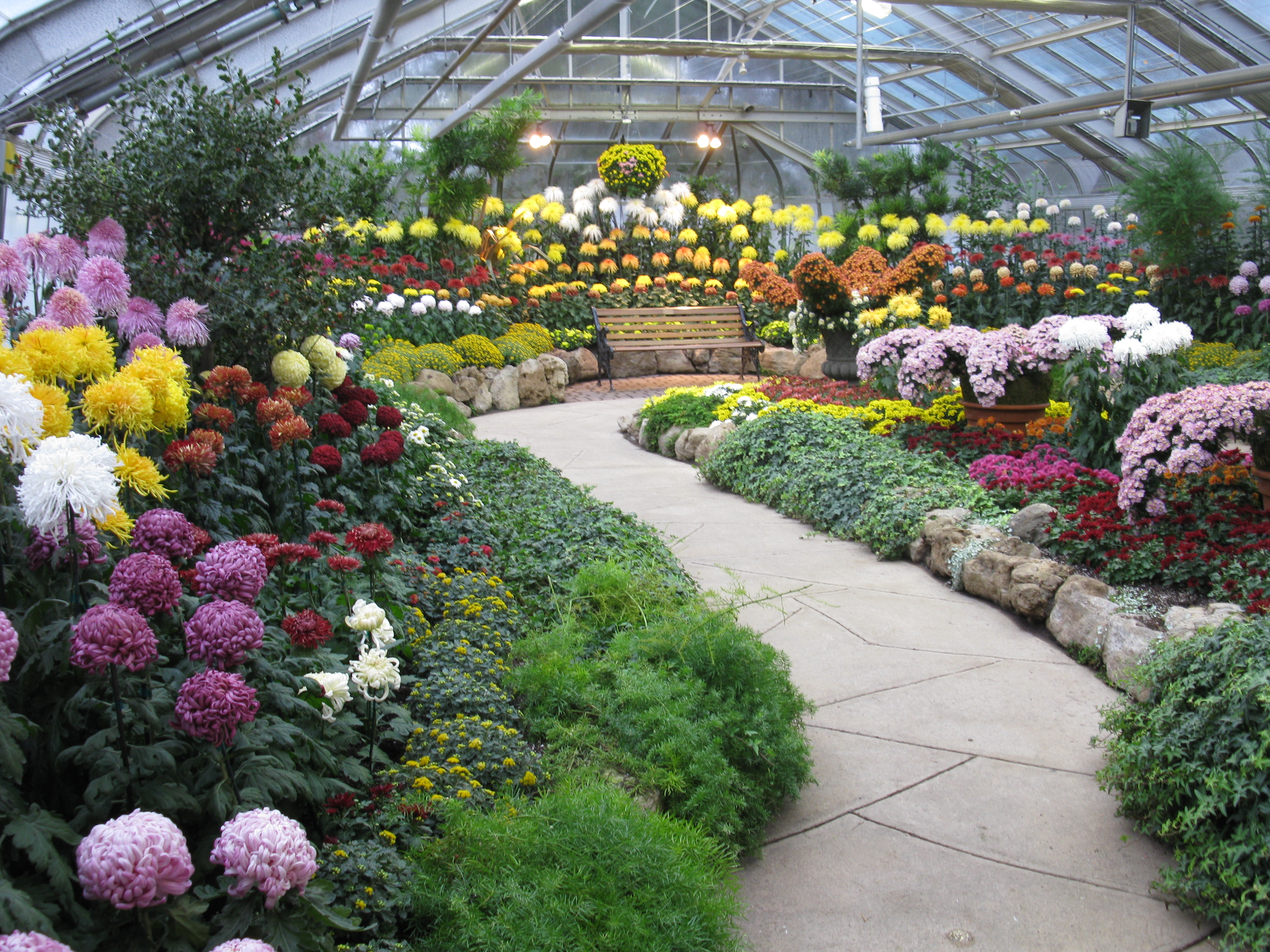
Осенняя выставка хризантем в Centennial Park Conservatory

Хризантемы размножают семенами и вегетативным способом. Большинство интродуцированных в средней полосе России сортов хризантем не успевают закончить своего развития в открытом грунте, поэтому семена созревают в очень редкие годы и лишь у ранних сортов. Семенное размножение хризантем используется почти исключительно в селекционных целях.
Для получения семян позднецветущих сортов хризантем рекомендуется срезанные соцветия, помещенные в сосуды с водой, держать в помещениях с соответствующими температурой, светом и влажностью воздуха. В таких условиях соцветия очень долго сохраняются в воде и в них происходит процесс созревания семян.
Размножение хризантем начинается с отбора и хранения маточников. Маточниками называют растения предназначенные для воспроизводства. На маточники отбирают сильные и здоровые кусты во время их цветения. Соцветия должны быть типичными для данного сорта по форме и величине, с интенсивной окраской язычковых цветков. Все слабые, больные растения, с нетипичными соцветиями необходимо выбраковывать. После среза соцветий маточники можно прикопать в тёплых парниках или высадить в ящики и содержать в рабочих помещениях теплицы до начала черенкования. Недопустимо хранение маточников в тёмних подвалах или под стеллажами, так как в результате такого хранения маточники сильно истощаются, уменьшается выход черенков с одного растения, ухудшается их качество. Несколько месяцев маточники содержат при температуре 2—5 °С. Перед началом черенкования (за 3-4 недели) маточники при температуре 15—16 °С для стимулирования быстрого отрастания черенков.
Мощные, быстрорастущие вегетативные побеги являются самым лучшим материалом для черенков. Хорошие результаты получаются при укоренении черенков хризантем в перлите или в смеси перлита с торфом. Неукорененные черенки хризантем можно хранить в пластиковых пакетах, предохраняющих от испарения влаги при постоянной температуре 0—1 °С 3—8 недель в зависимости от сорта. Сроки размножения хризантем не определяют времени их цветения. Растения, выращенные как из ранних (декабрь-январь), так и поздних (апрель-май) черенков зацветают практически одновременно. Сроки черенкования влияют на высоту и мощность растений . Из ранних черенков вырастают высокие, сильные растения с большим числом цветоносных побегов. При позднем черенковании растения бывают в 2—3 раза ниже и несут всего один-два цветоносных побега.
Высадка черенков в грунт производится по окончании весенних заморозков, желательно в пасмурную погоду для лучшей приживаемости молодых растений.
Для выращивания хризантем пригодна хорошо дренированная суглинистая или супесчаная почва, хорошей структуры и аэрации, с высоким содержанием органических веществ.
Применение минеральных удобрений резко повышает декоративность растений хризантем, увеличивает период цветения, число соцветий. Недостаточное количество фосфора вызывает заболевание мучнистой росой. В первые 7-8 недель после посадки хризантемам требуются азотные удобрения. С июля к азотным подкормкам надо добавлять калий и фосфор. Обычно за сезон в зависимости от содержания питательных элементов в почве проводят от трех до семи подкормок. В среднем на 1 м2 дают 10—15 г азотных удобрений, 15—20 г фосфорных, 10—15 г калийных в сухом или растворённом виде.
Крупноцветковые хризантемы требуют подвязки к кольям или шпалере. У мелкоцветковых сортов подвязывают к кольям растения только высокорослых сортов, с неустойчивыми и полегающими кустами.
Успех при выращивании хризантем зависит от правильной формировки куста: своевременной прищипки, регулярного удаления пасынков и правильного выбора бутона. Верхушечный рост стебля подавляет развитие боковых побегов. Апикальный рост можно приостановить путём удаления прищипки. Прищипкой называется прием, при котором удаляется только точка роста стебля и его верхушка не используется на черенки.
При обрезке удаляется верхняя часть стебля (5-7 см), которая затем может быть укоренена. По вопросу о времени производства прищипки и о её влиянии на форму куста, и время цветения хризантем имеются различные, часто противоречивые рекомендации. Первую прищипку рекомендуется производить, когда растения достигают 10-20 см высоты. Удаляется верхушка стебля так, чтобы снизу оставались 3-5 пар листьев. На основных цветоносных побегах из пазух каждого листа начинают отрастать побеги-пасынки. Пасынки необходимо удалять. Начиная с июля пасынкование производится еженедельно.
Растения хризантем развивают последовательно три типа цветочных бутонов в различные сроки вегетации. Соцветия хризантем, выращенные на одном и том же растении, но из разных возрастных бутонов, сильно отличаются по форме и окраске, как будто принадлежат к разным сортам. По принятой садовой терминологии бутоны разных сроков носят различные названия: весенний, первый и второй кроновые и терминальный (конечный). Весенние бутоны чаще всего удаляют при прищипке, так как из них не всегда получаются полноценные соцветия.
После естественного засыхания первых кроновых бутонов или удаления их при вторичной прищипке, окружающие эти бутоны вегетативные побеги начинают быстро отрастать и на их концах формируются вторые кроновые бутоны. На верхушках побегов третьего порядка развиваются третьи кроновые бутоны, которые являются терминальными, то есть завершающими. Из первого кронового бутона развивается соцветие более крупное и махровое (с большим числом язычковых цветков), а второй или третий бутоны дают соцветия с более яркой окраской.
У большинства раноцветущих сортов хризантем на цветение можно оставлять все три типа возрастных бутонов. У растений многих сортов средних и средне-поздних сроков цветения соцветия хорошего качества формируются как из первых, так и из вторых кроновых бутонов. Однако у растений большинства поздних сортов, лучшие соцветия развиваются из вторых кроновых бутонов.
Перед наступлением первых осенних заморозков поздноцветущие сорта переносятся в теплицы.

## Болезни и вредители
- Вирусные заболевания могут вызывать аспермию, карликовость, розеточность, мозаичность и позеленение соцветий. Поражённые вирусами растения сжигают.
- Мучнистая роса (Oidium chrysanthemi). Первый признак заболевания — появление на листьях, стеблях, а иногда и бутонах хризантем белого мучнистого налёта. Заболевание приводит к отмиранию листьев и общему угнетению растений. Заболевание усиливается при недостатке калийного питания и вследствие плохого проветривания и избыточного увлажнения воздуха. Меры борьбы рекомендуются в основном профилактические: достаточное количество калийных и фосфорных удобрений; подбор устойчивых сортов; разреженная посадка растений; полив, без смачивания листьев; регулярное удаление старых листьев и растительных остатков[2]. 
При появлении признаков заболевания рекомендуется 2—3 разовая обработка раствором 20—26 г медного купороса × 40 г мыла × 10 литров воды с периодичностью 10—14 дней; цинебом (0,5 %), фталаном (0,5 %), фундазолом (0,2 %) или бенлатом (0,2 %)[10]
- Серая гниль (Botrytis cinerea). Особенно часто проявляется в условиях повышенной влажности и плохого проветривания при выращивании хризантем в теплицах. Серая гниль поражает все надземные части растения. Первым признаком поражения соцветий являются светло-коричневые водянистые пятна или штрихи на краевых язычковых цветках. Пятна разрастаются, и соцветия частично или целиком превращаются в коричневую гнилую массу. На поражен них частях растений обычно развивается обильный серый налёт спороношений гриба[2].
- Септориоз листьев (Sartorial chrysanthemella). Болезнь проявляется на листьях в виде тёмно-коричневых, почти чёрных пятен, окаймленных светлой полоской. Пятна, сливаясь, охватывают иногда большую часть поверхности листовой пластинки. Характер пятен может варьировать в зависимости от вида возбудителя, сорта, времени заражения и условий развития болезни. В результате наблюдается преждевременное опадение листьев, общее ослабление растений и слабое их цветение. Болезнь обычно распространяется по листьям снизу вверх. Профилактика: уменьшение влажности воздуха и повышенная инсоляция[2].
- Ржавчина (Puccinia chrysanthemi). При поражении на верхней поверхности листьев появляются желтовато-зелёные пятна. В местах расположения пятен, на нижней поверхности листьев образуются каштаново-коричневые кучки спор гриба. В результате поражения грибом листья постепенно желтеют и засыхают. Болезнь интенсивно прогрессирует в годы с тёплой и влажной погодой.
- Вертициллёз. Болезнь связана с поражением сосудистой системы растений через корни одним из двух видов почвенных грибов рода Verticillium. Возбудитель проникает через механические повреждения корней, выделяет токсины, которые закупоривают сосудистую систему. В результате доступ воды прекращается, растение желтеет и увядает. Соцветия мельчают и блёкнут. На разрезе стебля пораженного растения наблюдается кольцо побуревших сосудов. Грибы наиболее интенсивно развиваются при температуре 18-24 °С.
- Аскохитоз (Ascobita chrysantemi). Поражает листья, стебли и корневую систему. На листьях и стеблях появляются серые и серо-коричневые или почти чёрные пятна — пикниды гриба. Инфекция проникает в стебли через ранки, полученные в результате механических повреждений и через места срезок. Поражаются сосудистые системы у молодых стеблей, в результате чего увядают, а затем и отмирают части побега, расположенные выше места поражения. У черенков загнивают основание стебля, а затем и корни. Более всего к болезни восприимчивы соцветия. Болезнь начинается у основания венчиков язычковых цветков, где раньше задерживается влага. Сначала появляются крапчатые пятна, затем они сливаются, охватывая все соцветие, и середина его загнивает.
- Нематода хризантем (Aphelenchoides ritzemabosi). Обычно наблюдаются как различной формы и в основном серого или коричневого цвета некротические пятна, расположенные мозаично между жилками листа. При сильном заражении — деформации соцветий[11]. Заражение происходит через устьица, куда нематоды проникают из поражённых опавших листьев. Наиболее эффективными средствами борьбы с нематодой являются обработка почвы паром, дезинфекция карботионом или формалином. Маточники хризантем необходимо прогревать в воде при температуре 55 °С в течение 5 минут[2].
- Паутинный клещ (Tetranichus urticae). Поражает хризантемы, главным образом в оранжереях. Опитмильные условия для его распространения — температура 29-31 °С и низкая влажность воздуха. Взрослые клещики и их личинки повреждают листья растений с нижней стороны, высасывая соки, нарушая тем самым физиологические процессы в растениях. При сильном повреждении заражённые части растения покрываются паутиной. Поражённые листья желтеют и засыхают[2].
- Бурая хризантемная тля (Macrosiphoniella chrysanthemi). Отличается от других видов тлей чёрно-бурой окраской. Поражает молодые листья, побеги, образуя густые колонии. Является переносчиком вирусных болезней.
- Оранжерейная тля (Myzodes persicae) зелёного, жёлтоватого или розоватого цвета. Питается на нижней стороне листьев, а также на побегах, бутонах и цветоножках, высасывая из них клеточный сок. Повреждённые листья деформируются, приобретают бледную окраску, бутоны не раскрываются[2].
- Пенница слюнявая (Philaenus spumarius). Весной из перезимовавших яиц этой цикадки выходят личинки, которые живут на листьях и побегах растений под прикрытием пенистой массы. Чаще всего слюнявая пленница встречается в теплицах на укоренённых черенках. Питаются соком растений, вызывая своими уколами образование мелких жёлтых пятнышек на листьях и деформацию соцветий[2].
- Клоп полевой (Lygus pratensis). Личинки и взрослые клопы питаются, высасывая клеточный сок из листьев, стеблей и бутонов растений, вызывая их деформацию. Листья скручиваются, бутоны не распускаются или дают уродливые соцветия.
- Трипс табачный (Thrips tabaci). В результате повреждения трипсом на листьях появляются белёсые или желтоватые, позднее коричневые пятна, листья искривляются. Часто поражаются и соцветия, декоративность которых значительно понижается.

## В искусстве

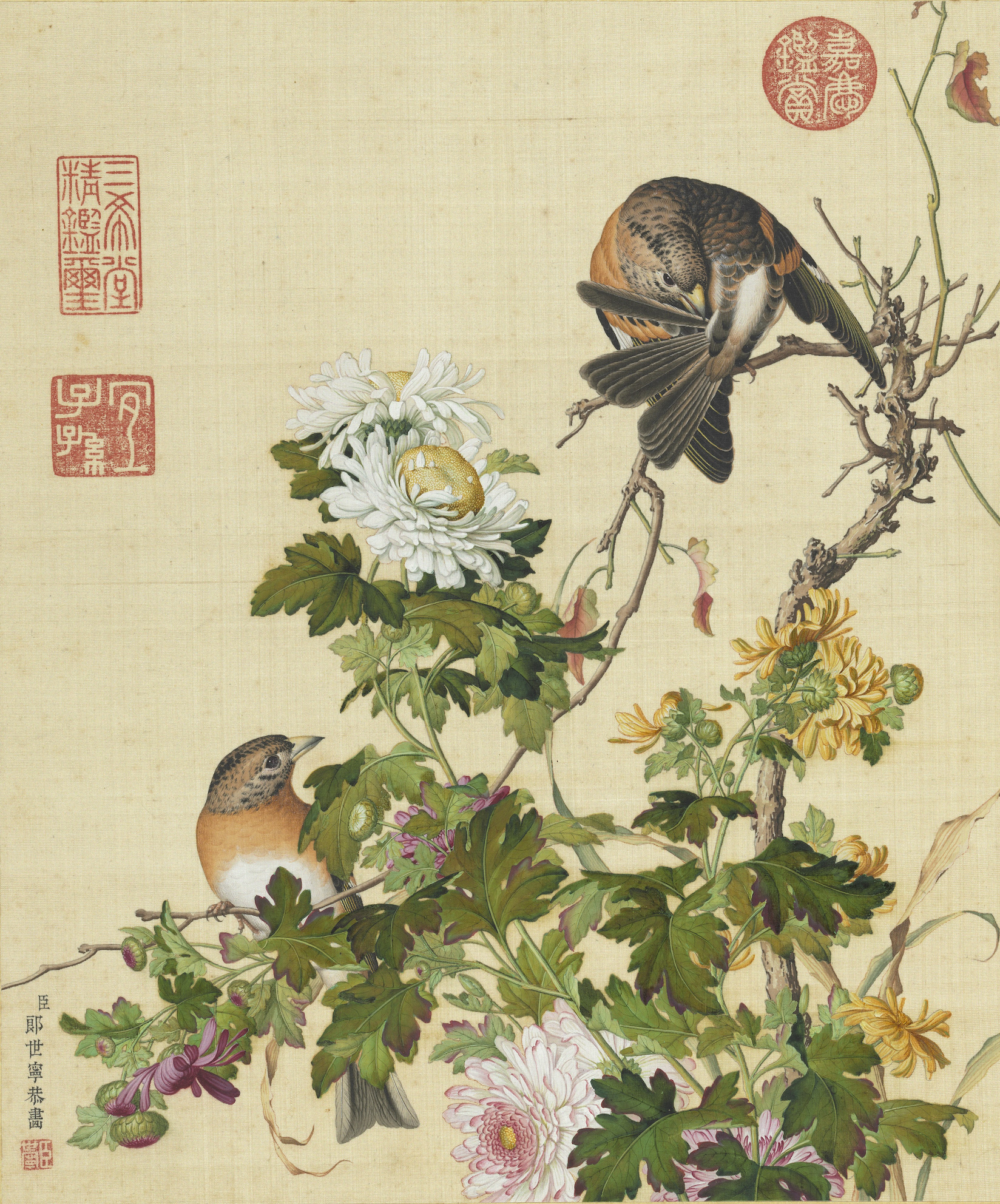
Картина Джузеппе Кастильоне (1688–1766) из Xian'e Changchun Album
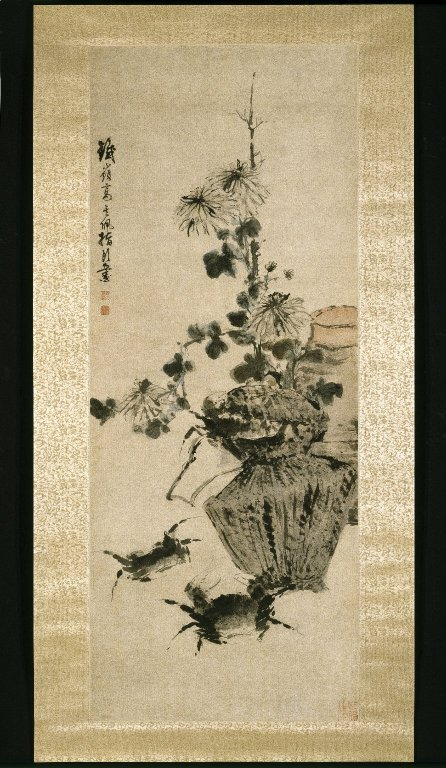
Крабы и хризантема. Между 1700 и 1799 гг.
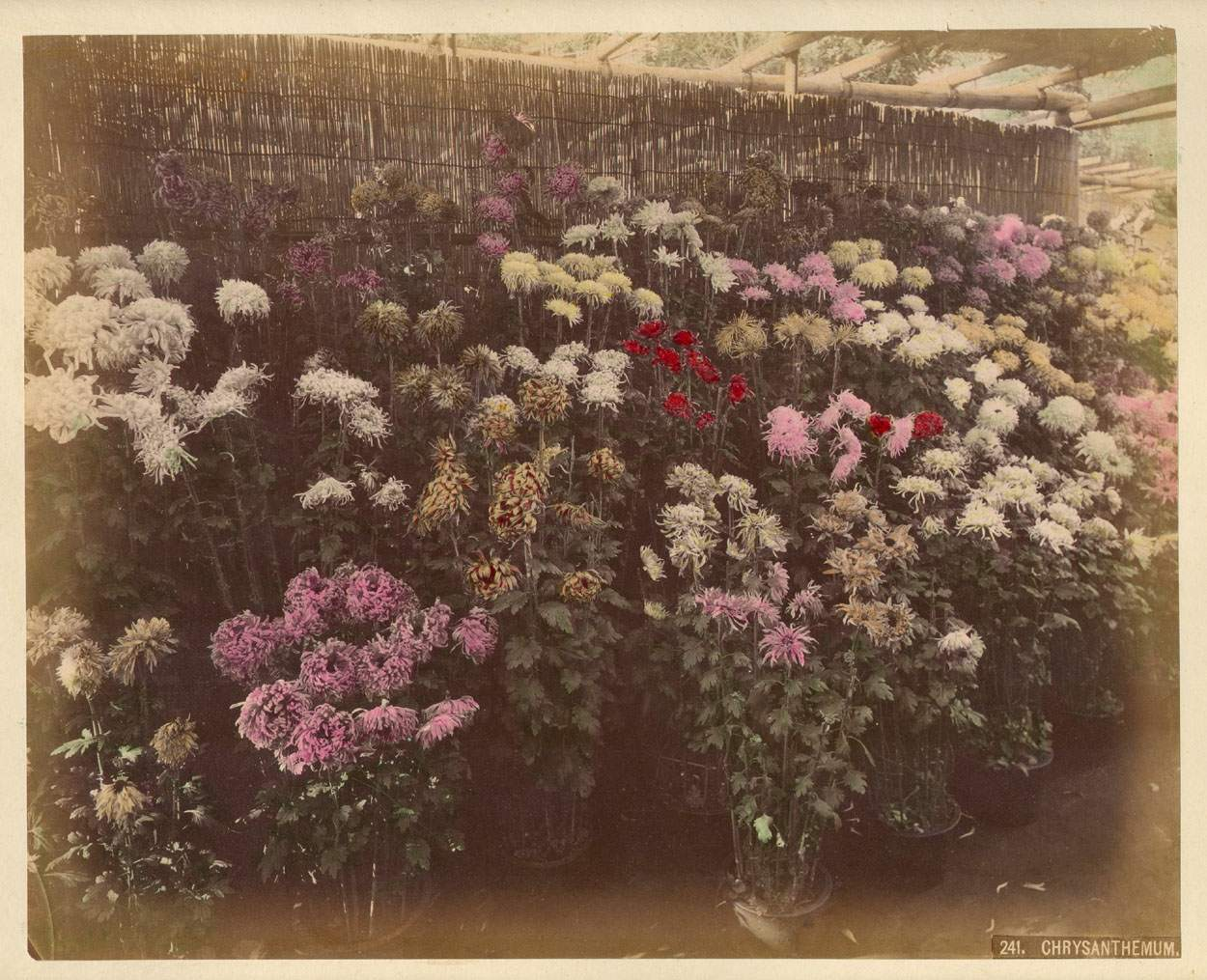
Раскрашенная фотография. Кусакабэ Кимбэй (1841 — 1934 гг.).
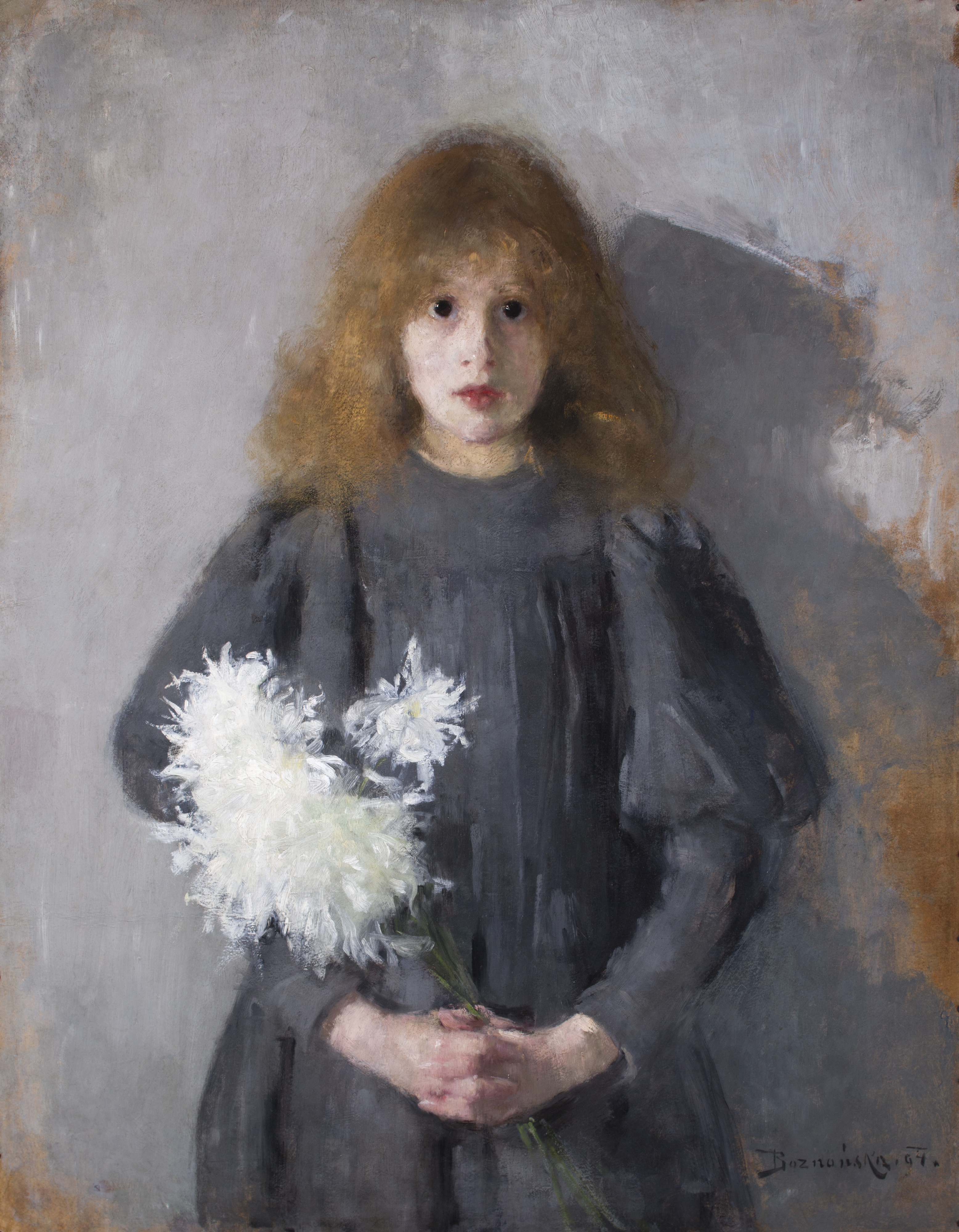
Картина «Девочка с хризантемой». 1894 г. Ольга Бознанская
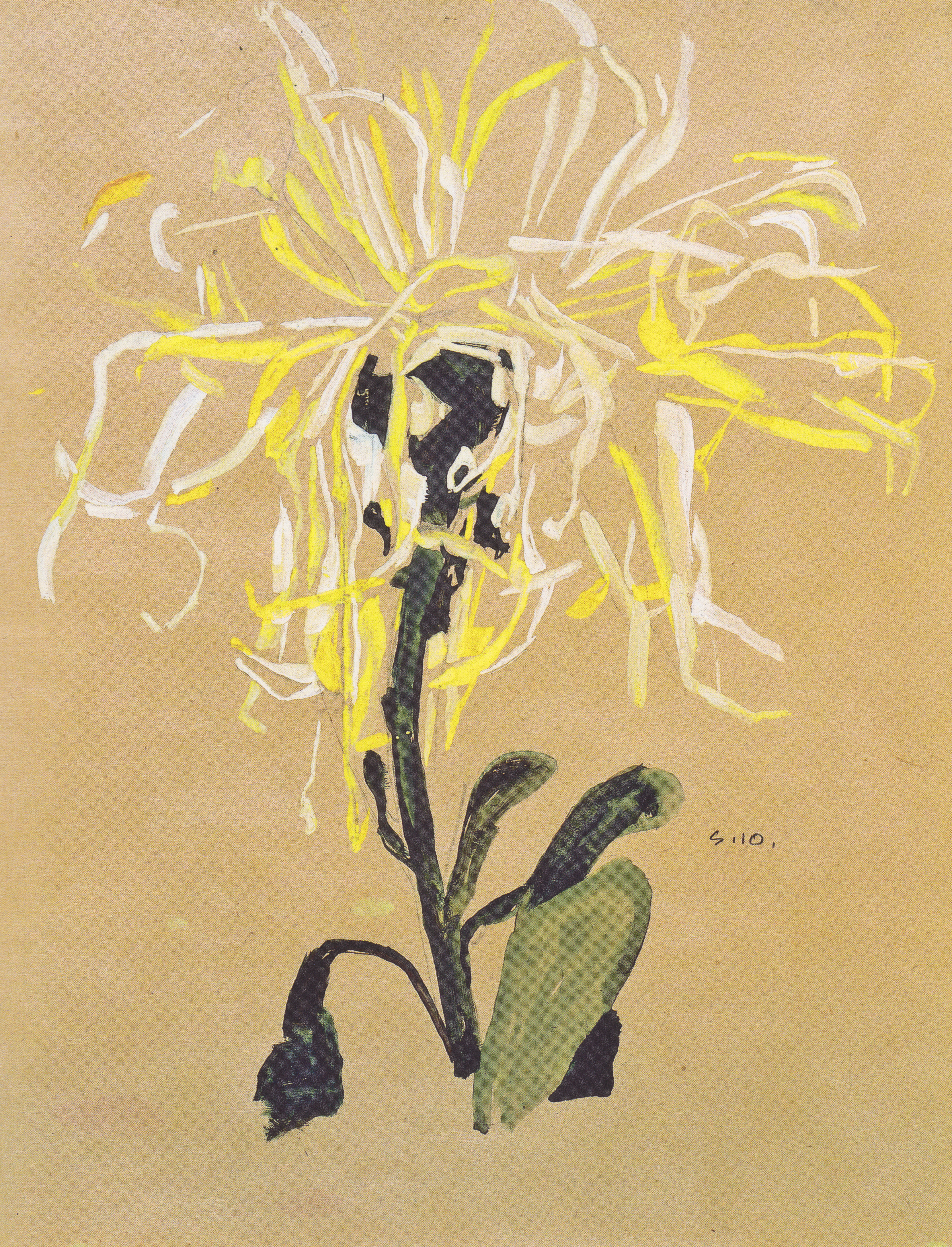
Цветок хризантемы. Эгон Шиле. 1910 г.